# Darfield (Nueva Zelanda)

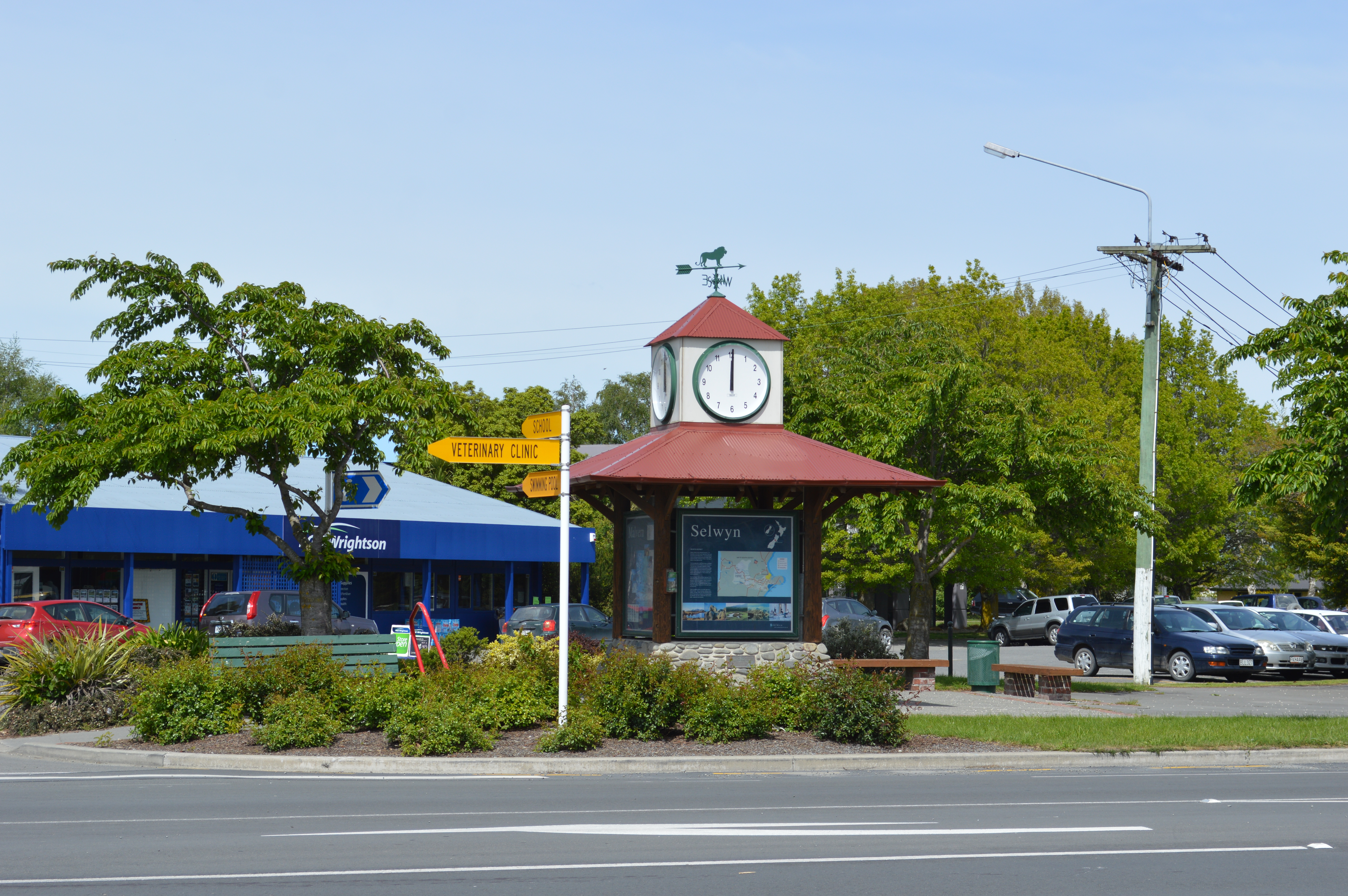
Reloj en Darfield, Nueva Zelanda

Darfield es una localidad neozelandesa ubicada en el distrito de Selwyn en la Isla Sur de Nueva Zelanda. Está a 35 km al oeste de las afueras de Christchurch en la Carretera Estatal 73 (Great Alpine Highway) y en la vía férrea Midline, ruta del tren TranzAlpine. En junio de 2019 de 2.900 a partir de junio de 2019.
Darfield es la localidad principal entre Christchurch y la región de West Coast. Es a menudo llamado como el "pueblo bajo el arco noroeste" en referencia a un fenómeno climático característico que a menudo crea un arco de nubes en un cielo despejado al oeste de la localidad. Esto es causado por la condensación de partículas de agua canalizadas hacia arriba sobre los Alpes del Sur. Darfield cuenta con muchas iglesias, una escuela secundaria, preescolares, y una escuela primaria, así como varias tiendas y dos casas de reposo.
Darfield se encuentra en el área de cultivo y pastoreo del distrito de Malvern. Es una entrada a los ríos Waimakariri y Rakaia y los Alpes del Sur, además es un sitio popular para los despegues en globo aerostático.
Fonterra tiene una fábrica de polvo de la leche cercana la ciudad. La fábrica cuenta con una serie de apartaderos y un centro de carga de contenedores..

## Historia
Un terremoto de magnitud 7.1 ocurrió cerca de Darfield el 4 de septiembre de 2010 a las 4:35 a. m., causando daños a la localidad y a las áreas circundantes, incluida la ciudad de Christchurch.

## Personas notables
- John Wright (5 de julio de 1954), jugador de cricket neozelandés y exentrenador del equipo de nacional de críquet de la India.
- Mary Clinton (8 de mayo de 1960), jugador de hockey sobre césped neozelandesa
- Brian Connell (23 de abril de 1956), político
- James Te Huna (29 de septiembre de 1981), primer neozelandés en entrar a la UFC en 2010 (Ultimate Fighting Championship)